# Latch
De latch is een logische schakeling (digitaal) die is opgebouwd uit logische poorten. Het Engelse woord latch betekent grendel.
Eén of meer uitgangen zijn bij een latch teruggekoppeld naar de ingang. Hierdoor kunnen uitgangswaarden aangepast worden door een vorige uitgangswaarde. Door op bepaalde manieren terug te koppelen, is het mogelijk om een geheugenschakeling te maken. Een geheugenschakeling wordt ook een latch genoemd.
In tegenstelling tot een flipflop heeft een latch geen kloksignaal.
De eenvoudigste latch is opgebouwd uit twee NOR-poorten. De uitgangen zijn dan teruggekoppeld naar de ingang van de andere NOR-poort. Dit wordt een SR-latch (Set-Reset latch) genoemd, zie ook: Latch met poorten.
| Ingangen | Ingangen | Actie                | Actie                |
| R        | S        | Q                    | Q'                   |
| -------- | -------- | -------------------- | -------------------- |
| 0        | 0        | toestand onveranderd | toestand onveranderd |
| 0        | 1        | 1                    | 0                    |
| 1        | 0        | 0                    | 1                    |
| 1        | 1        | 0                    | 0                    |

Illustratie van een latch-operatie. Rood en zwart betekenen respectievelijk logisch '1' en '0'.

In de waarheidstabel is te zien wat deze latch doet bij bepaalde ingangswaarden. Dit is de eenvoudigste versie van een geheugenschakeling door middel van logische poorten.